# Stagonopleura bella
Stagonopleura bella là một loài chim trong họ Estrildidae.
Loài chim này được tìm thấy ở Úc.